# Nämnoni
Nämnoni è un comune (corregimiento) della Repubblica di Panama situato nel distretto di Besiko, comarca di Ngäbe-Buglé. Si estende su una superficie di 28,4 km² e conta una popolazione di 1.867 abitanti (censimento 2010).